# Immaginaria
Immaginaria (International Film Festival of Lesbians & Other Rebellious Women) è il primo festival internazionale di cinema indipendente a tematica lesbica e femminista in Italia, fondato a Bologna nel 1993 dall’Associazione Culturale Lesbica Visibilia.
Il Festival è stato trasferito a Roma dal 2018 in considerazione dell’attuale mappa geografica di distribuzione dei festival a tema sul territorio italiano.  
Nell'epoca attuale, che presta ancora scarsa attenzione alle differenze di genere, dedicare il grande schermo alle donne lesbiche e a tutte le donne ribelli che con i loro stili di vita e la loro progettualità creano cultura, arte e imprenditoria alternative è il fulcro della proposta culturale, sociale e cinematografica di Immaginaria. 
Anche se alcuni traguardi sono stati raggiunti, la discriminazione e la violenza non sono state debellate e le diseguaglianze non sono state colmate.  Questa è la ragione per la quale Immaginaria dedica il grande schermo alle storie e alle figure di donne del presente e del passato attraverso film diretti da donne, registe esordienti o affermate del panorama nazionale e internazionale.  
In sintesi, gli obiettivi di Immaginaria:
1.Sullo schermo: raccontare le vite, la cultura, l’arte, la storia, la politica delle donne presenti e passate, audaci, coraggiose e ribelli, impegnate in tutte le epoche a costruire un mondo diverso.
2. Nel circuito distributivo: fare conoscere le opere di registe note o emergenti della scena nazionale e internazionale, attraverso una selezione ad ampio raggio di tematiche, il cui comune denominatore è la regia femminile.
3. FOCUS Italia. Con il lancio del “ Concorso Donne In Corto”, Immaginaria offre visibilità e diffusione ai cortometraggi delle filmmaker italiane, grazie anche alla rete di rapporti internazionali fra Festival. 
Con il medesimo intento, Immaginaria si è fatta promotrice nella XIV edizione del 2019 di due incontri nazionali dal titolo “Let Me See You”, nei quali ha raccolto donne registe, attrici, filmmaker indipendenti, sceneggiatrici, montatrici, produttrici, operatrici... in rappresentanza dei vari mestieri delle donne dietro e davanti alla macchina da presa, suggerendo la costituzione di un consorzio/cooperativa di cineaste italiane per l’incremento della produzione dell’audiovisivo in Italia e la diffusione nelle sale.
La XVII edizione è prevista al Nuovo Cinema Aquila dal 22 al 25 aprile 2022.

## Edizioni e partecipazioni
1993 – 2005 Dodici edizioni del Festival Immaginaria (Bologna, Cinema Lumière (via Pietralata) – Teatro Comunale di Casalecchio di Reno – Cinema Nosadella – Cinema Jolly)
2010 Selezione cinematografica alle 5 Giornate Lesbiche (Roma, Casa Internazionale delle Donne)
2011 – 2017 Giornate cinematografiche al Fuori Salone delle Lesbiche (Milano, Cinema Mexico – Roma, Cinema L’Aquila)
2015 – 2020 Partnership con Festival Mix Milano (Milano, Piccolo Teatro Strehler) per la selezione della programmazione lesbofemminista
2018 – 27-29 aprile XIII edizione di Immaginaria International Film Festival – Casa del Cinema – Villa Borghese – Roma
2019 – 25 gennaio Immaginaria presenta a Milano una selezione di cortometraggi all’interno della Manifestazione INTERSEZIONI_LFS 7
2019 – 11-14 aprile XIV edizione di Immaginaria International Film Festival – Nuovo Cinema Aquila – Roma
2020 – 1-4 ottobre XV edizione di Immaginaria International Film Festival – Nuovo Cinema Aquila – Teatro Quarticciolo - Roma
2021 –17-20 giugno XVI edizione di Immaginaria International Film Festival – Nuovo Cinema Aquila – Largo Venue - Roma
2022 –22-25 aprile XVII edizione di Immaginaria International Film Festival – Nuovo Cinema Aquila – Roma
2023- 20-23 aprile XVIII edizione di Immaginaria International Film Festival - Nuovo Cinema Aquila - Roma
2024 – 9-12 maggio XIX edizione di Immaginaria International Film Festival – Nuovo Cinema Aquila - Roma
2025 – 11-13 aprile XX edizione di Immaginaria International Film Festival – Cinema Nuovo Sacher – Roma